# Provincia Palencia
Palencia este o provincie în Spania, în comunitatea autonomă Castilia-Leon. Capitala sa este Palencia.